# Sōma Saitō
Sōma Saitō (斉藤 壮馬?, Saitō Sōma; Kōfu, 22 aprile 1991) è un doppiatore e cantante giapponese, affiliato con 81 Produce e Sacra Music.

## Biografia

### Primi anni di vita
Saitō è nato il 22 aprile 1991 a Kōfu, nella prefettura di Yamanashi, in Giappone. È il maggiore di tre fratelli, con due sorelle più giovani. Ha iniziato a voler diventare un doppiatore al liceo, ispirato dal ruolo di Akira Ishida come Koyemshi in Bokurano. In precedenza, voleva diventare un musicista o uno scrittore di romanzi.

### Carriera vocale
Saitō ha partecipato alla seconda audizione della 81 Produce nel 2008. A quell'audizione, hanno partecipato un totale di 1.035 persone, dei quali solo 33 sono arrivati in finale, e il vincitore sarebbe stato scelto per un periodo di training nell'agenzia di talenti. Ha vinto l'audizione per la categoria maschile e ha iniziato a prendere lezioni di recitazione vocale all'81 ACTOR'S STUDIO in seguito, mentre frequentava ancora il liceo.
Nel 2009, Saitō ha vinto il "Premio speciale per i giudici" nella competizione di recitazione al 33º Festival Culturale Complessivo della Scuola Nazionale (全国高等学校総合文化祭?, Zenkoku Kōtō Gakkō Sōgō Bunkamatsuri). La doppiatrice veterana Nobuyo Ōyama era uno dei giudici presenti all'epoca.
Ha iniziato la sua carriera come doppiatore nel 2010, interpretando ruoli minori in alcuni anime e videogiochi. Mise meno attenzione alla sua carriera come doppiatore durante i suoi primi due anni per concentrarsi sui suoi studi presso la Waseda University. Dopo essersi laureato nel 2014, ha iniziato a ricoprire ruoli più importanti. Il primo ruolo importante che ha ottenuto attraverso l'audizione è stato Tasuku Ryuenji nella serie animata Future Card Buddyfight. Nello stesso anno, Saitō ha ottenuto altri ruoli importanti come Tadashi Yamaguchi nella serie animata Haikyu!!, Tatsumi nella serie animata Akame ga Kill!, e Twelve nella serie animata Terror in Resonance
Al 9º Seiyu Awards nel 2015, Saitō ha vinto il premio "Miglior Voce Novizia Maschile" per il ruolo di Twelve nella serie animata Terror in Resonance. Ha condiviso il premio con Ryōta Ōsaka e Natsuki Hanae. Nel marzo 2019, lui e gli altri membri di Hypnosis Mic hanno ricevuto un premio canoro al 13 ° Voice Actor Awards.

### Carriera musicale
Saitō ha fatto il suo debutto come artista solista nel 2017, con Sacra Music. Ha pubblicato il suo primo singolo Fish Story (フィッシュストーリー?, Fisshu Sutōrī) il 7 giugno 2017.
Il suo secondo singolo Yoake wa mada/Hikari tatsu ame (夜明けはまだ/ヒカリ断ツ雨?) è stato pubblicato il 6 settembre 2017. La canzone Hikari tatsu ame (ヒカリ断ツ雨?) è stata usato come sigla di apertura per Katsugeki/Touken Ranbu.
Saitō ha pubblicato il suo terzo singolo Date (デート?, Dēto) il 20 giugno 2018. Per il suo terzo singolo, si è assunto i doveri di scrittura, scrivendo testi e musica per tutte le canzoni presenti.
Saitō ha pubblicato il suo primo album, quantum stranger, il 19 dicembre 2018. Il 24 febbraio 2019, Saitō ha tenuto il suo primo concerto dal vivo dal titolo Saitō Sōma 1st LIVE quantum stranger(s) nel Teatro Maihama Amphi. Un'edizione blu-ray del concerto è stata pubblicata il 5 giugno dello stesso anno del concerto.

## Doppiaggio

### Serie animate
- Akame ga Kill! (Tatsumi)
- Banana Fish (Lao Yen-Thai)
- Beyblade X (X Kurosu)
- Blue Lock (Hyoma Chigiri)
- Code;Geass: Roze of the Recapture (Arnold)
- Cyberpunk: Edgerunners (Julio)
- DanMachi (Ermes)
- Darling in the Franxx (9'α)
- Darwin's Game (Shinji)
- Demon Slayer - Kimetsu no yaiba (Aizetsu)
- Haikyu!! (Tadashi Yamaguchi)
- Il piano nella foresta (Kai Ichinose)
- Knights of Sidonia (Mochikuni Akai)
- Layton Mystery Tanteisha: Katori no Nazotoki File (Luke Triton)
- Le bizzarre avventure di JoJo: Vento Aureo (Aceto Doppio)
- Persona 5 The Animation: The Daybreakers (Naoya Makigami)
- Record of Ragnarok (Adamo)
- Rurouni Kenshin (2023) (Kenshin Himura)
- SSSS.Gridman (Sho Utsumi)
- Undead Murder Farce (Jack lo squartatore)
- Megaton Musashi (Teru Asami)
- Wind Breaker (Seiryū Sakaki)[10]
- Mobile Suit Gundam GQuuuuuuX (Mallygan)

### Videogiochi
- Arknights (Leonhardt)
- Borderlands 3 (Troy Calypso)
- DECAPOLICE (Harvard Marks)
- Dragalia Lost (Alain, Taro)
- Dragon Quest Monsters: Il Principe oscuro (Lodovic)
- Emio – L'uomo che sorride: Famicom Detective Club (Eisuke Sasaki)
- Fantasy Life i: La ragazza che ruba il tempo (Colin, Ian)
- Fire Emblem Warriors: Three Hopes (Shahid)
- Genshin Impact (Chongyun)
- Granblue Fantasy (Feather, Tsurumaru Kuninaga)
- JoJo's Bizarre Adventure: All Star Battle R (Aceto Doppio)
- Lost Dimension (Marco Barbato)
- Pokémon Masters EX (Maisello)
- Rune Factory: Guardians of Azuma (Fubuki)
- Shin Megami Tensei: Strange Journey Redux (Anthony)
- The Legend of Heroes: Trails through Daybreak (Rion Balthazar, Albert)
- The Legend of Heroes: Trails through Daybreak II (Rion Balthazar, Albert)
- Under Night In-Birth Exe:Late (Londrekia Light)
- Under Night In-Birth II [Sys:Celes] (Londrekia Light)
- Visions of Mana (Shiriu)
- World of Final Fantasy (Lann)